# Герб Пермського краю

Герб Пермського краю

Герб Пермського краю є символом Пермського краю.

## Опис
Герб Пермського краю являє собою зображення срібного ведмедя, що йде вправо, поміщеного на червленому геральдичному щиті; на його спині Євангеліє в золотому окладі із зображенням хреста. Євангеліє увінчане срібним розширеним, увігнутим на кінцях хрестом. Щит увінчаний князівською короною.